# Epi (Vanuatu)
Epi (o Épi; chiamata in passato Tasiko o Volcano Island) è un'isola situata nell'Oceano Pacifico e appartenente alla Repubblica di Vanuatu.
Appartiene alla provincia di Shefa.
L'isola ha una lunghezza, da nord-ovest a sud-est, di circa 43 km ed è larga 18 km, ha una superficie complessiva di 444 km² con un'estensione costiera di 130 km. Nel 1986 la popolazione ammontava a 3 035 abitanti.